# Andreas Hartenfels

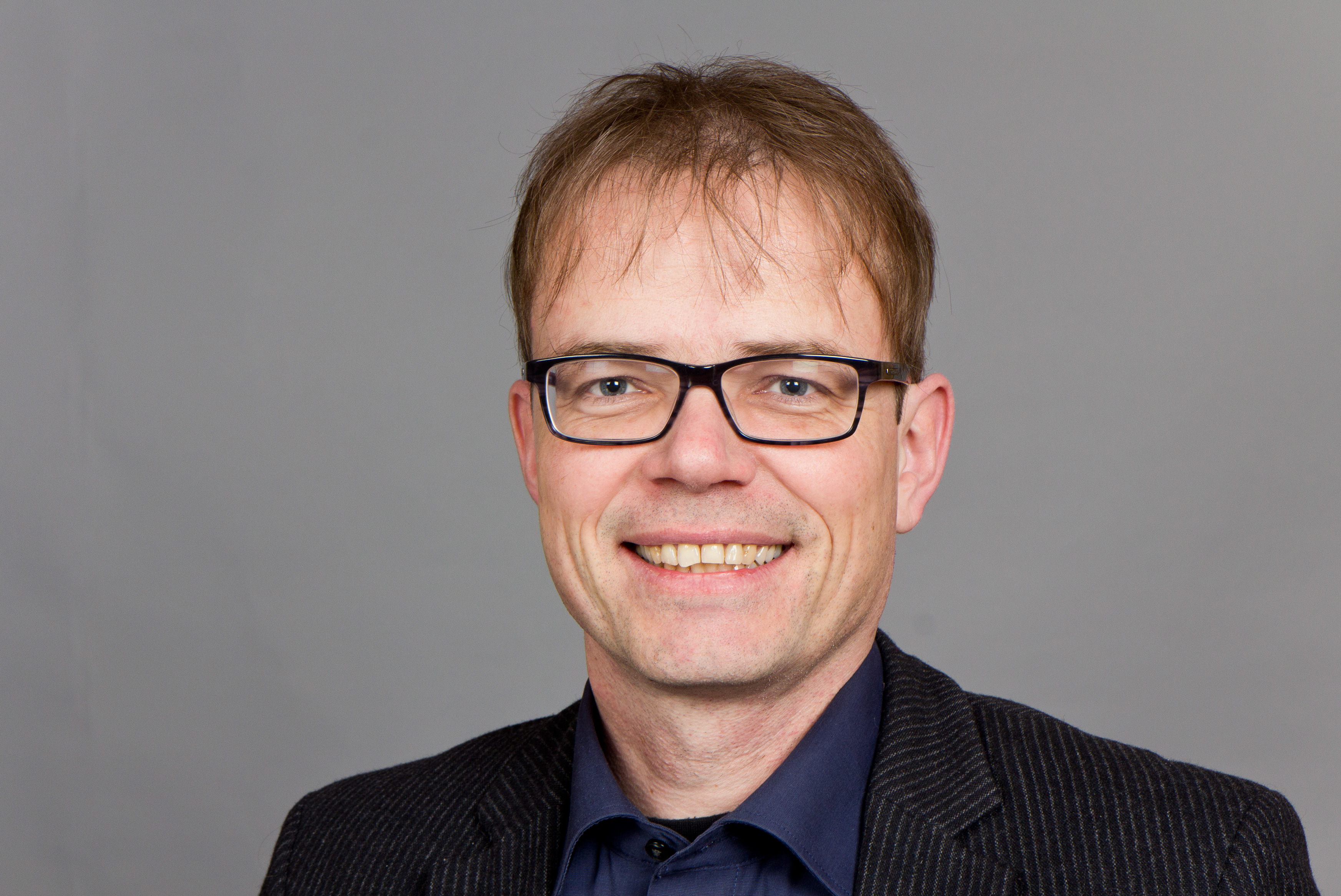
Andreas Hartenfels (2014)

Andreas Hartenfels (* 20. August 1966 in Bad Sobernheim) ist ein deutscher Politiker (BSW, zuvor Bündnis 90/Die Grünen). Er ist seit 2011 Abgeordneter im Landtag von Rheinland-Pfalz.

## Leben
Nach dem Abitur 1985 absolvierte Hartenfels ein Studium der Stadt- und Landschaftsplanung an der Gesamthochschule Kassel, das er 1990 als Diplom-Ingenieur Landschaftsplanung abschloss. Danach absolvierte er von 1990 bis 1992 eine Ausbildung zum Bauoberinspektor für Landespflege im Umweltministerium des Landes Rheinland-Pfalz. Von 1992 bis 1995 besuchte er erneut die Gesamthochschule Kassel mit Diplomabschluss in Landschaftsökologie. Seit 1996 ist er selbständiger Stadt- und Landschaftsplaner mit eigenem Planungsbüro in Nanzdietschweiler.

## Politik
Hartenfels trat 1984 in die Partei Bündnis 90/Die Grünen ein. Er war seit 1996 Mitglied im Kreistag des Landkreises Kusel und war dort bis 2021 Fraktionssprecher von Bündnis 90/Die Grünen. Seit 2011 ist er Abgeordneter des rheinland-pfälzischen Landtags. Er war Vorsitzender des Ausschusses für Wirtschaft, Klimaschutz, Energie und Landesplanung, Mitglied des Ausschusses für Umwelt, Forsten, Landwirtschaft, Ernährung und Weinbau sowie fachpolitischer Sprecher für Umwelt und Naturschutz, Bauen/Wohnen und Landesplanung der Grünen Landtagsfraktion. In der 18. Wahlperiode ist er Mitglied des Ausschusses für Klima, Energie und Mobilität und Mitglied des Ausschusses für Umwelt und Forsten.
Am 27. Oktober 2022 trat Hartenfels aus der Partei Bündnis 90/Die Grünen aus und verließ zugleich die Landtagsfraktion. Seinen Austritt begründete er mit den auf der Bundesdelegiertenkonferenz im Oktober 2022 mehrheitlich getroffenen Beschlüsse infolge des russischen Überfalls auf die Ukraine, im Wesentlichen aufgrund des Beschlusses zur Lieferung schwerer Waffen an die Ukraine und im Weiteren aufgrund der Entscheidungen zum Weiterbetrieb mehrerer Atomkraftwerke sowie zur Erhöhung der Investitionen in die Bundeswehr.
Im Januar 2024 trat Hartenfels dem Bündnis Sahra Wagenknecht bei.